# Zainadine Junior
Zainadine Júnior est un footballeur mozambicain né le 24 juin 1988. Il évolue au poste de défenseur avec le Marítimo.